# Verdrag van Medina
Het Verdrag van Medina (ook wel Constitutie van Medina of Verdrag van Jathrib) is een overeenkomst die Mohammed heeft opgesteld en die waarschijnlijk omstreeks 622 is ondertekend door de stammen in Jathrib (later Medina). Het doel van het verdrag was om een eind te maken aan de onderlinge vijandigheden en één front te vormen tegen aanvallen van buitenaf. Om dit te bewerkstelligen werd een lijst van rechten en plichten opgesteld voor islamitische, joodse en heidense gemeenschappen in Medina, waarmee ze samen één gemeenschap (de Ummah) vormden.

## Datering en ondertekenaars
De exacte datering van het Verdrag is onbekend, maar over het algemeen wordt aangenomen dat deze werd opgesteld en ondertekend kort na de Hidjra in 622. Evenmin blijkt uit de tekst van het Verdrag, wie de ondertekenaars waren. Moslims vormen duidelijk een van de partijen, wellicht zelfs de belangrijkste partij, omdat Mohammed wordt genoemd als de aangewezen scheidsrechter in geval van geschillen.